# Tudor Postelnicu
Tudor Postelnicu (n. 13 noiembrie 1931, Provița de Sus, România – d. 12 august 2017, București, România) a fost un demnitar comunist și general român. Tudor Postelnicu a fost membru PCR/PMR din 1953. În 1977, a făcut parte din Comandamentul de reprimare a grevei minerilor din Valea Jiului. 
În 1978, a fost numit șef al Departamentului Securității Statului. În 1987 devine Ministru de Interne și membru al Comitetului Central al Partidului Comunist Român. Tudor Postelnicu a fost deputat în Marea Adunare Națională în sesiunile din perioada 1980 - 1989.

## Cariera profesională
A fost membru al Comitetului Central al PCR și ministru de interne (1987-1989). În perioada 1978-1987 a fost șeful Securității nedeținând vreun grad militar de general. Numele lui este legat de urmărirea și persecutarea mai multor disidenți, printre care scriitorii Paul Goma, Ion Caraion, Klaus Georg Wagner, George Constantin, Gheorghe Ursu și alții, care ar fi „acționat” împotriva PCR-ului. 
La ședința din 17 decembrie 1989 a CC al PCR a fost criticat împreună cu ministrul apărării Vasile Milea, pentru că nu au acționat destul de ferm împotriva manifestanților din Timișoara. A luat parte și la ultima ședință a Comitetului Politic Executiv al CC al PCR, desfășurată în dimineața de 22 decembrie 1989 (în jurul orei 8:30). În urma acestei ședințe, generalul Vasile Milea a decis să se sinucidă.
În timpul Revoluției române din 1989 a fost arestat de revoluționari și interogat de procurorii militari. 
Pe 2 februarie 1990, a fost judecat de Tribunalul Militar Teritorial București, în cadrul lotului "CPEx" în "procesul celor patru", în care au fost judecați și  Emil Bobu, Manea Mănescu și Ion Dincă. Tudor Postelnicu a fost condamnat la închisoare pe viață, confiscarea averii și privarea de unele drepturi civile. Au făcut recurs toți, în afară de Ion Dincă. După recurs, i s-a schimbat încadrarea de la genocid la omor deosebit de grav, și a rămas să execute 14 ani de închisoare. A făcut șapte ani de pușcărie și a ieșit din închisoare în baza unui decret tot al lui Ceaușescu, rămas neabrogat în anii ’90. În timpul uneia din ședințele publice ale procesului de la tribunal și-a justificat deciziile și acțiunile spunând: Am fost un dobitoc!, frază rămasă celebră și folosită de săptămânalul Academia Cațavencu drept subtitlu al unei rubrici, sub care în fiecare săptămână apăreau unul sau mai multe citate prin care diverse personalități politice își justificau în mod similar unele greșeli.
În 1991, a început cercetarea lui Tudor Postelnicu și a  fostului ministru de Interne Gheorghe Homoștean în cadrul dosarului „Autobuzul”. Cei trei atacatori din dosarul "Autobuzul" au spart în 23 august 1981 sediul unui post de Miliție din Timiș, de unde au sustras armament și muniție, iar a doua zi, înarmați fiind, i-au luat ostateci pe călătorii dintr-un autobuz care efectua o cursă locală. Ei cereau în schimbul eliberării pasagerilor bani și pașapoarte, pentru a putea părăsi România. Trupele de Securitate, din ordinul direct al lui Nicolae Ceaușescu au intervenit în forță, și i-au omorât pe cei 3 teroriști și 3 pasageri nevinovați. Rudele victimelor au cerut redeschiderea anchetei după 22 decembrie 1989.
În 1994, instanța militară a hotărât condamnarea lui Postelnicu, fost șef al Direcției Securității Statului, la șapte ani și șase luni de închisoare și amnistierea lui George Homoștean. Parchetul Militar a făcut apel și la 30 decembrie 1997, Curtea Militară de Apel a dispus desființarea sentinței primei instanțe judecătorești și a condamnat ambii inculpați la câte 18 ani de închisoare, pentru omor deosebit de grav. A fost încarcerat pe 29 ianuarie în Penitenciarul Jilava.
La ultimă instanță, Curtea Supremă de Justiție, a fost condamnat din nou.
În total, Tudor Postelnicu a fost închis pentru toate crimele comise timp șapte ani.
Pe 1 august 2016, Tudor Postelnicu a fost trimis în judecată de Parchetul de pe lângă Înalta Curte de Casație și Justiție pentru complicitate la infracțiuni contra umanității în cazul lui Gheorghe Ursu.

## Deces
Tudor Postelnicu a murit la data de 12 august 2017, fiind internat de mai multe zile în secția de nefrologie a Spitalului Militar „Carol Davilla”. Acesta respira cu ajutorul aparatelor, având multiple probleme de sănătate ce îi înrăutățeau condiția.

## Distincții
- Medalia Muncii (14 iunie 1957) „cu prilejul sărbătoririi zilei de 1 iunie «Ziua internațională a copilului», pentru merite deosebite în muncă”[11]
- Ordinul Muncii clasa a III-a (12 august 1959) „pentru merite deosebite în opera de construire a socialismului”[12]
- Ordinul „Steaua Republicii Populare Romîne” clasa a IV-a (30 aprilie 1962) „pentru merite în munca de educare și mobilizare a tineretului la construcția socialismului”[13]
- Ordinul „Steaua Republicii Socialiste România” clasa a IV-a (20 aprilie 1971) „pentru merite deosebite în opera de construire a socialismului, cu prilejul aniversării a 50 de ani de la constituirea Partidului Comunist Român”[14]
- Ordinul „Apărarea Patriei” clasa a II-a (7 mai 1981) „pentru rezultatele obținute în îndeplinirea cincinalului 1976–1980, pentru contribuția deosebită adusă la înfăptuirea politicii Partidului Comunist Român de făurire a societății socialiste multilateral dezvoltate în patria noastră, cu prilejul aniversării a 60 de ani de la făurirea Partidului Comunist Român”[15]